# Galeon
Galeon ist ein freier Webbrowser, der primär für die Integration in die Desktop-Umgebung Gnome gedacht war. Die Entwicklung wurde 2008 eingestellt.

## Hintergrund
Zum Anzeigen der Webseiten verwendet er Gecko, die HTML-Rendering-Engine von Mozilla. Ein Unterschied im Vergleich zu offiziellen Mozilla-Browsern besteht darin, dass anstatt der XUL- eine reine GTK+-2-Oberfläche eingesetzt wird. Die Weiterentwicklung ist seit September 2008 endgültig eingestellt. Zielgruppe von Galeon waren vor allem Benutzer, die einen in Gnome integrierten und im Vergleich zum offiziellen Gnome-Browser Gnome Web funktional vielfältigeren Browser bevorzugten. Im Unterschied zu Epiphany, der seinerseits eine Abspaltung von Galeon ist, richtet sich Galeon daher weniger an den Gnome Human Interface Guidelines (HIG) aus und bietet zahlreiche Einstellmöglichkeiten und Funktionen.

## Geschichte
Die erste stabile Version von Galeon, Galeon 0.6, wurde im Juni 2000 veröffentlicht. Im November 2001 folgt die Version Galeon 1.0. Mit Galeon 1.3 wurde im Oktober 2002 die erste Gnome-2-Version veröffentlicht.
Nach Meinungsverschiedenheiten über die Designziele des Projekts und die Zukunft des Browsers verließ der führende Entwickler Marco Pesenti Gritti im November 2002 das Galeon-Team und fing mit Epiphany ein neues Projekt an. Drei Jahre später, im Oktober 2005, wurde beschlossen, dass Galeon nicht mehr eigenständig weiterentwickelt wird, sondern die besonderen Galeon-Funktionen sollen bei Epiphany als Erweiterungen eingebracht werden.
Im November 2005 erschien Galeon in Version 2.0.0., im September 2006 folgte die Version 2.0.2 und im September 2008 erschien die finale Version 2.0.7.